# Eugène Gérardin
Ne doit pas être confondu avec Charles Gérardin.
Pour les articles homonymes, voir Gérardin.
François Eugène Gérardin, né à Herbigny (Ardennes) le 26 mars 1827 et mort à Ivry-sur-Seine le 13 mai 1898, est une personnalité de la Commune de Paris.

## Biographie
Peintre en bâtiment installé à Paris, Gérardin se marie en 1857 avec Caroline Anastasie Gosselin qui lui donne une fille l'année suivante, puis il devient en 1867 l'un des dirigeants parisiens de l'Association internationale des travailleurs, ce qui lui vaut des démêlés avec la justice du Second Empire en 1868. Pendant le siège de Paris par les Allemands (septembre 1870-mars 1871), il devient membre du Comité central républicain des Vingt arrondissements. Il est élu au Conseil de la Commune par le IVe arrondissement, il siège à la commission du Travail et de l'Échange. Il vote contre la création du Comité de Salut public. Pendant la Semaine sanglante, il combat sur les barricades, et se rend aux Allemands qui le livrent aux troupes versaillaises. En janvier 1872, le Conseil de Guerre le condamne à la déportation simple à l'Île des Pins, en Nouvelle-Calédonie. Amnistié en janvier 1879, il embarque sur le « Navarin », navire chargé du transport des forçats, le 3 juin 1879 pour la France. Le navire arrive à Brest le 28 septembre 1879. Gérardin revient à Paris, on le retrouve au 71, Boulevard Beaumarchais où il demeure en 1891.

### Notices biographiques
- Jules Clère, Les hommes de la Commune : Biographie complète de tous ses membres, Paris, Libraire-éditeur É. Dentu, 1871, xiv-195, 1 vol. in-18 (OCLC 457798492, lire en ligne sur Gallica), p. 93-94
- Paul Delion, Les membres de la Commune et du Comité central, Paris, A. Lemerre éditeur, août 1871, 446 p. (lire en ligne sur Gallica), p. 102-103
- Gustave Vapereau, Dictionnaire universel des contemporains, contenant toutes les personnes notables de la France et des pays étrangers... ouvrage rédigé et continuellement tenu à jour, avec le concours d’écrivains et de savants de tous les pays, 1873, p. 87
- Bernard Noël, Dictionnaire de la Commune, Coaraze, L'Amourier éditions, coll. « Bio », avril 2021 (1re éd. 1971), 799 p. (ISBN 978-2-36418-060-4, ISSN 2259-6976, présentation en ligne), p. 405
- « Notice Gérardin Eugène [Gérardin François, Eugène.] », sur maitron.fr, Le Maitron, dictionnaire bibliographique du mouvement ouvrier et du mouvement social, Association Les Amis du Maitron (consulté le 9 août 2021)